# Маккартни, Джесси
Джесси Артур Авраам МакКартни (англ. Jesse Arthur Abraham McCartney; род. 9 апреля 1987 года) — американский певец и актёр.

## Ранние годы
Джесси родился в Манхеттене, в семье Скотта и Джинджер МакКартни. У него есть младшие сестра и брат, Леа Джойс и Тимоти Гловер Марк «Тим». Он окончил среднюю школу Ардсли 22 июня 2005 года. С самого детства Джесси уже хотел петь и играть в кино, и смог реализовать свою мечту.
Сначала, в возрасте 7 лет он начинает выступать в местном сообществе, а потом присоединяется к игре в постановках: «Оливер» (1994), «Король и я» (1995 и 1997), «A Christmas Carol» (1998) и «Salute to Broadway» (2002).

## Карьера
В 11 лет Джесси получает свою первую роль в шоу «Все мои дети». Он снимался в шоу с 1998 по 2001 годы. В 1998 году Джесси попадает в детскую группу Sugar Beats. Пропев год в этой группе, Джесси попадает в мальчиковую группу Dream Street. Изначально группа называлась Boy Wonder, в честь героя из журнала комиксов. Планировалось создать самую молодую и популярную мальчиковую группу, где возраст участников был от 11 до 14 лет. Создателями группы были Луис Балдоньери и Брайан Луков. Изначально в группу вошло 6 участников: Джесси, Джордан Найт, Билли Кеннеди, Кори Остин, Грег Рэпосо и Крис Трауздейл.
После смены название на Dream Street и перед началом запуска проекта из-за разногласий группу покинул Кори Остин. Группа просуществовала с мая 1999 года до августа 2002 года, выпустив только один одноимённый альбом. Альбом стал «золотым». Но в 2002 году родители мальчиков решили подать иск против создателей группы. Хоть родители выиграли суд, группе был положен конец, и участники группы разошлись по разным сторонам для сольных проектов.
Джесси начал свою сольную карьеру. Продюсеры группы Dream Street Шерри Кондор и Бонни Галлантер вместе с Эндрю Голдом и Джинджер Маккартни запустили студию звукозаписи JumpAhead Productions и подписали с ним контракт.
Сначала Джесси записывает песни Beautiful Soul, Don’t You и Why Don’t You Kiss Her, и выпускает первый сольный альбом J Mac в 2003 году. Альбом состоял лишь из трёх ранее записанных песен. После он отправился в тур. После тура 28 сентября 2004 года он выпускает полноценный альбом Beautiful Soul. Его песня Beautiful Soul стала сразу же хитом. Альбом стал платиновым 24 февраля 2005 года. Альбом был продан в 1,5 миллионов копий. При этом, параллельно снимался в сериале «Вечное лето», где играл роль Брэйдина Уэстерли.
В 2005 году Джесси решил принять участие в съёмках к фильму «Кит», который появился на экранах в США в 2008 году. А после решает записать не менее успешный альбом Right Where You Want Me, который был выпущен 19 сентября 2006. В тур в поддержку этого альбома Джесси так и не поехал из-за студии звукозаписи, которая отказала ему в этом.
20 мая 2008 года был выпущен третий альбом Departure, который стал взрослее предыдущих двух альбомов. Джесси сотрудничал с рэгги-хип-хоп группой Cipes And The People. Во время записи третьего альбома, Джесси написал вместе с OneRepublic песню Bleeding Love для британской певицы Леоны Льюис.
Пятый студийный альбом Маккартни, «In Technicolor», был выпущен 22 июля, 2014. В марте 2018 года выпустил сингл Better With You, в клипе на который снялась актриса Даниэль Кэмпбелл.

## Личная жизнь
В сентябре 2019 года, после семи лет отношений, МакКартни сделал предложение своей подруге, Кэти Питерсон, а 23 октября 2021 года они поженились. 7 мая 2025 года у пары родился сын Арчер Джеймс МакКартни.

## Фильмография
| Год       |     | Русское название                               | Оригинальное название                   | Роль               |
| --------- | --- | ---------------------------------------------- | --------------------------------------- | ------------------ |
| 1998—2001 | с   | Все мои дети                                   | All My Children                         | Адам Саншайн       |
| 2000      | с   | Закон и порядок                                | Law & Order                             | Дэнни Дрисколл     |
| 2001      | кор | —                                              | The Pirates of Central Park             | Саймон Бэскин      |
| 2001      | ф   | —                                              | Dream Street Live                       | играет самого себя |
| 2002      | ф   | —                                              | The Biggest Fan                         | играет самого себя |
| 2002      | с   | Странное наследие Камерона Круза               | The Strange Legacy of Cameron Cruz      | Камерон Круз       |
| 2004      | с   | Все лучшее в тебе                              | What I Like About You                   | играет самого себя |
| 2004—2005 | с   | Вечное лето                                    | Summerland                              | Брэйдин Уэстерли   |
| 2005      | ф   | Пицца                                          | Pizza                                   | Джастин Бриджес    |
| 2005      | с   | Всё тип-топ, или Жизнь Зака и Коди             | The Suite Life of Zack & Cody           | играет самого себя |
| 2006      | кор | —                                              | A Slice of «Pizza»                      | Джастин            |
| 2007      | с   | Ханна Монтана                                  | Hannah Montana                          | играет самого себя |
| 2007      | ф   | Элвин и бурундуки                              | Alvin and the Chipmunks                 | Теодор / озвучка   |
| 2008      | мф  | Хортон                                         | Horton Hears a Who!                     | ДжоДжо             |
| 2008      | мф  | Изменчивые басни: 3 поросёнка и ребёнок        | Unstable Fables: 3 Pigs and a Baby      | Лаки               |
| 2008      | ф   | Кит                                            | Keith                                   | Кит Зеттерстром    |
| 2008      | мф  | Феи                                            | Tinker Bell                             | Теренс             |
| 2008      | с   | Дом закрыт на ремонт                           | Extreme Makeover: Home Edition          | играет самого себя |
| 2008      | с   | Закон и порядок: Специальный корпус            | Law & Order: Special Victims Unit       | Макс Матараццо     |
| 2009      | мф  | Феи: Потерянное сокровище                      | Tinker Bell and the Lost Treasure       | Теренс             |
| 2009      | ф   | Элвин и бурундуки 2                            | Alvin and the Chipmunks: The Squeakquel | Теодор             |
| 2009      | с   | Университет                                    | Greek                                   | Энди               |
| 2010      | ф   | Помни о Гонзо                                  | Beware the Gonzo                        | Гэвин Рейли        |
| 2010      | мф  | Феи: Волшебное спасение                        | Tinker Bell and the Great Fairy Rescue  | Теренс             |
| 2010—2013 | мс  | Юная Лига Справедливости                       | Young Justice                           | Дик Грейсон        |
| 2011      | мф  | Турнир Долины Фей                              | Pixie Hollow Games                      | Теренс             |
| 2011      | ф   | Элвин и бурундуки 3                            | Alvin and the Chipmunks: Chipwrecked    | Теодор             |
| 2011      | тф  | Замок и ключ                                   | Locke & Key                             | Тайлер Локк        |
| 2012      | с   | C.S.I.: Место преступления                     | CSI: Crime Scene Investigation          | Уэс Клайборн       |
| 2012      | мф  | Феи: Тайна зимнего леса                        | Tinker Bell: Secret of the Wings        | Теренс             |
| 2012      | ф   | Запретная зона                                 | Chernobyl Diaries                       | Крис               |
| 2013      | ф   | —                                              | Campus Life                             | Ари                |
| 2013      | с   | Бен и Кейт                                     | Ben and Kate                            | студент            |
| 2013      | с   | Армейские жены                                 | Army Wives                              | Тим Труман         |
| 2014      | тф  | Ожидая амишей                                  | Expecting Amish                         | Джош               |
| 2014      | мф  | Феи: Загадка пиратского острова                | The Pirate Fairy                        | Теренс             |
| 2014      | мф  | Крылья: Герои небесных сил                     | Wings: Sky Force Heroes                 | Т-Боун             |
| 2014      | мф  | Заводная девочка                               | The Clockwork Girl                      | Хаксли             |
| 2014—2015 | с   | Молодые и голодные                             | Young & Hungry                          | Купер              |
| 2015      | ф   | 88                                             | 88                                      | Уинкс              |
| 2015      | ф   | Элвин и бурундуки: Грандиозное бурундуключение | Alvin and the Chipmunks: The Road Chip  | Теодор             |

## Дискография

### Студийные альбомы
- 2004 — Beautiful Soul
- 2006 — Right Where You Want Me
- 2008 — Departure
- 2009 — Departure: Recharged
- 2012 — Have It All…
- 2013 — In Technicolor Part I